# 甲酸钍
甲酸钍是一种无机化合物，化学式为Th(HCOO)4。

## 制备
甲酸钍可以通过40%的甲酸溶液溶解氢氧化钍或由无水甲酸与四水合硝酸钍反应得到。四氯化钍和干燥过的无水甲酸在60~70 °C反应，也能得到甲酸钍。

## 相关物种
除了简单盐外，甲酸钍还可以形成KTh(COO)5、BaTh(HCOO)6、Cs4Th(HCOO)8等物种。